# Max Beier
 (septembre 2023).
Ne doit pas être confondu avec Max Beyer.
Max Beier est un entomologiste et arachnologiste autrichien, né le 6 avril 1903 à Spittal an der Drau en Carinthie et mort le 6 juillet 1979 à Vienne.
Il entre en 1923 à l’université de Vienne où il obtient son titre de docteur en 1927. Il travaille à ce moment bénévolement au musée d'histoire naturelle de Vienne, où il travaille d’abord sur les coléoptères et leurs larves. Il découvre tout à fait par hasard un pseudoscorpion dans un récipient et il commence alors à s’intéresser à ces arachnides, sur lesquels il publie la moitié de ses 252 publications scientifiques.

## Source
- (en) Volker Mahnert, « Professor Dr Max Beier, 1903-1979 », Bulletin of the British Arachnological Society, vol. 5, no 3,‎ 1980, p. 115-116 (lire en ligne).